# Киселевский, Николай Михайлович
Никола́й Миха́йлович Киселе́вский (18 января 1866 — 21 июля 1939) — русский генерал, герой Первой мировой войны, общественный деятель Белой эмиграции.

## Биография
Родился в 1866 году в Гродно.
Окончил Полоцкий кадетский корпус (1883) и Михайловское артиллерийское училище (1886), выпущен подпоручиком в 26-ю артиллерийскую бригаду.
Чины: поручик (1888), штабс-капитан (за отличие, 1892), капитан (за отличие, 1894), подполковник (за отличие, 1899), полковник (за отличие, 1903), генерал-майор (за отличие, 1908), генерал-майор Свиты (1909), генерал-лейтенант (1915).
В 1892 году окончил Николаевскую академию Генерального штаба (по 1-му разряду).
Служил старшим адъютантом штаба 13-го армейского корпуса (1893), старшим адъютантом штаба Гренадерского корпуса (1893—1898), штаб-офицером для особых поручений при штабе Гренадерского корпуса (1899—1904). В 1898—1899 годах был прикомандирован к Московскому военному училищу для преподавания военных наук.
В 1904—1905 годах был начальником штаба 26-й пехотной дивизии. Затем командовал: 28-м пехотным Полоцким полком (1905—1906), 3-м гренадерским Перновским полком (1906—1908), лейб-гвардии Измайловским полком (1908—1913). В декабре 1913 был назначен командиром 1-й бригады 2-й гвардейской пехотной дивизии.
В Первую мировую войну вступил со своей бригадой. Впоследствии командовал 3-й гренадерской дивизией (ноябрь 1914—1916), 9-м армейским корпусом (1916—1917). За бои под Опатовым в мае 1915 был награждён орденом Святого Георгия 4-й степени. После Февральской революции был назначен командующим 10-й армией, в июле 1917 — отстранен от командования и зачислен в резерв чинов.
В ноябре 1917 вступил в Алексеевскую организацию. В Гражданскую войну служил в Добровольческой армии, ВСЮР, Русской армии барона Врангеля.
После эвакуации из Крыма эмигрировал в Югославию, служил в Белградской дирекции железных дорог. В 1928 году переехал во Францию, работал в Гренобле. Был организатором и первым председателем объединения лейб-гвардии Измайловского полка, также с 1931 состоял председателем Комитета помощи русским безработным, почетным членом Общества русских гренадер за рубежом. Делал доклады на собраниях Союза русской национальной молодежи и Русского общевоинского союза, был сотрудником журнала «Часовой», основал рукописный журнал «Измайловская старина».
Умер в Антибе. Похоронен в Ницце на русском кладбище Кокад.

## Награды
- Орден Святого Станислава 3-й ст. (1894)
- Орден Святой Анны 3-й ст. (1896)
- Орден Святого Станислава 2-й ст. (1901)
- Орден Святой Анны 2-й ст. (1906)
- Орден Святого Владимира 3-й ст. (ВП 6.12.1912)
- Орден Святого Станислава 1-й ст. с мечами (ВП 26.10.1914)
- Орден Святой Анны 1-й ст. (ВП 26.02.1915)
- Орден Святого Владимира 2-й ст. с мечами (ВП 5.03.1915)
- Орден Святого Георгия 4-й ст. (ВП 18.07.1915)
- Орден Белого орла с мечами (ВП 13.11.1915)

Иностранные:
- румынский орден Короны с мечами, большой крест (1917)[1]

## Сочинения
- Лейб-гвардии Измайловский полк. Двухсотлетие со дня его основания. 1730—1930. — Париж, 1930.